# Resolutie 743 Veiligheidsraad Verenigde Naties
Resolutie 743 van de Veiligheidsraad van de Verenigde Naties werd unaniem aangenomenop 21 februari 1992.

## Achtergrond
In 1980 overleed de Joegoslavische leider Tito, die decennialang de bindende kracht was geweest tussen de zes deelstaten van het land. Na zijn dood kende het nationalisme een sterke opmars, en in 1991 verklaarden verschillende deelstaten zich onafhankelijk. Hierdoor ontstonden burgeroorlogen met minderheden die tegen onafhankelijkheid waren in de deelstaten. Zo geschiedde ook in Kroatië, waar in de eerste helft van de jaren 1990 een bloedige burgeroorlog werd uitgevochten tussen Kroaten en Serven, en waarbij op grote schaal etnische zuiveringen plaatsvonden. De VN-vredesmacht UNPROFOR, later vervangen door UNCRO, moest een staakt-het-vuren bewerkstelligen en veilige zones creëren voor de bevolking.

## Inhoud
De Veiligheidsraad:
- bevestigt de resoluties 713, 721, 724, 727 en 740;
- neemt nota van het rapport van de secretaris-generaal en het verzoek van de Joegoslavische overheid om een vredesoperatie;
- bemerkt in het bijzonder dat de secretaris-generaal denkt dat aan de voorwaarden om de macht snel te sturen voldaan wordt;
- bedankt de secretaris-generaal en zijn persoonlijke missie voor hun bijdrage;
- is bezorgd dat de situatie in Joegoslavië de wereldvrede blijft bedreigen;
- herinnert aan zijn verantwoordelijkheid voor de wereldvrede;
- looft opnieuw de inspanningen van de Europese Gemeenschap met de steun van de Conferentie voor Veiligheid en Samenwerking in Europa met het bijeenbrengen van de Conferentie over Joegoslavië en de daar bepaalde methoden om een vreedzame regeling te verzekeren;
- is ervan overtuigd dat de uitvoering van het VN-vredesplan de Conferentie zal helpen;

1. keurt het rapport van de secretaris-generaal goed;
2. besluit om een VN-beschermingsmacht op te richten en verzoekt de secretaris-generaal hiervoor het nodige te doen;
3. besluit dat de macht initieel voor twaalf maanden zal bestaan;
4. vraagt de secretaris-generaal onmiddellijk die onderdelen van de macht te ontplooien die kunnen meewerken aan een uitvoeringsplan om zo snel mogelijk de gehele macht te ontplooien en een budget te voorzien met een maximale bijdrage van de Joegoslavische partijen om tot een zo efficiënt en kosteffectief mogelijke operatie te komen;
5. herinnert eraan dat de macht tijdelijk is, om de omstandigheden te creëren die nodig zijn voor een akkoord;
6. nodigt de secretaris-generaal dan ook uit om minimaal om de zes maanden te rapporteren en een eerste maal binnen twee maanden;
7. zal alle aanbevelingen van de secretaris-generaal over de macht, zoals de duur ervan, bestuderen;
8. dringt er bij alle betrokkenen op aan om zich aan het staakt-het-vuren te houden en mee te werken aan het VN-vredesplan;
9. eist dat alle betrokkenen het nodige doen om de veiligheid van VN-personeel en leden van de waarnemingsmacht van de Europese Gemeenschap te verzekeren;
10. roept de partijen opnieuw op mee te werken met de Conferentie over Joegoslavië tot een akkoord;
11. beslist dat het wapenembargo niet van toepassing is voor wapens die enkel voor de Macht bestemd zijn;
12. vraagt alle landen de macht te steunen, in het bijzonder met de doorvoer van personeel en uitrusting;
13. besluit om actief op de hoogte te blijven totdat er een vreedzame oplossing is bereikt.

## Verwante resoluties
- Resolutie 727 Veiligheidsraad Verenigde Naties
- Resolutie 740 Veiligheidsraad Verenigde Naties
- Resolutie 749 Veiligheidsraad Verenigde Naties
- Resolutie 760 Veiligheidsraad Verenigde Naties

Lijst ·  726 ·  727 ·  728 ·  729 ·  730 ·  731 ·  732 ·  733 ·  734 ·  735 ·  736 ·  737 ·  738 ·  739 ·  740 ·  741 ·  742 ·  743 ·  744 ·  745 ·  746 ·  747 ·  748 ·  749 ·  750 ·  751 ·  752 ·  753 ·  754 ·  755 ·  756 ·  757 ·  758 ·  759 ·  760 ·  761 ·  762 ·  763 ·  764 ·  765 ·  766 ·  767 ·  768 ·  769 ·  770 ·  771 ·  772 ·  773 ·  774 ·  775 ·  776 ·  777 ·  778 ·  779 ·  780 ·  781 ·  782 ·  783 ·  784 ·  785 ·  786 ·  787 ·  788 ·  789 ·  790 ·  791 ·  792 ·  793 ·  794 ·  795 ·  796 ·  797 ·  798 ·  799